# Blocco comandi

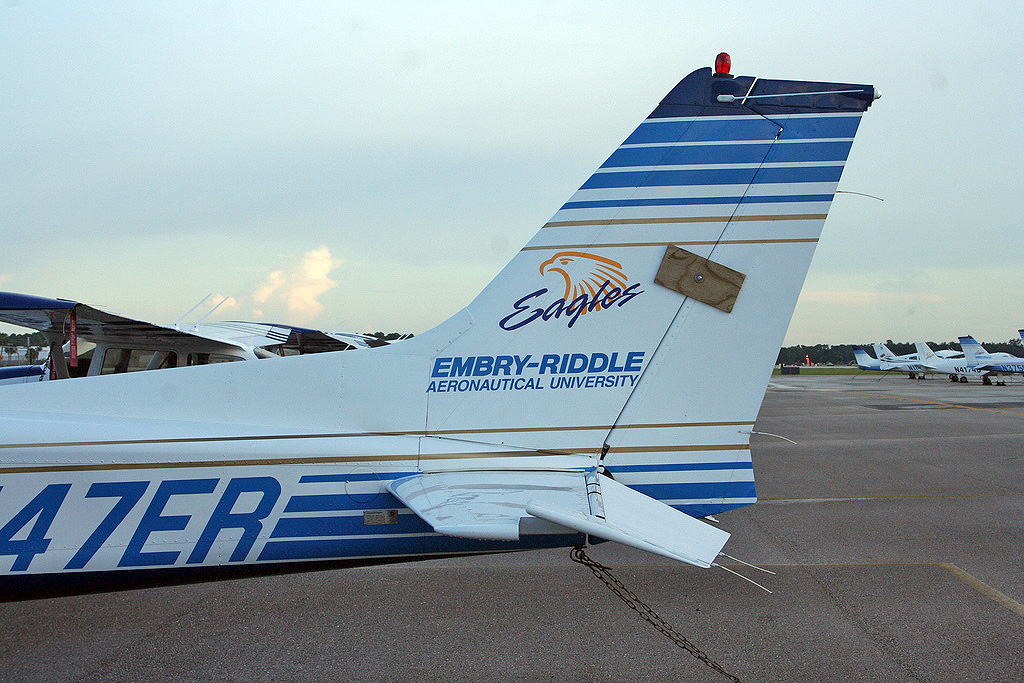
Blocco comandi installato sul timone. In questo caso il blocco è esterno.

Il blocco comandi, citato nella bibliografia in lingua inglese come gust lock, è un meccanismo installato sugli aerei che permette di bloccare i comandi di volo per evitare che si possano danneggiare a causa del vento quando il velivolo è parcheggiato. 
Il blocco comandi può agire in due diversi modi: il primo bloccando la cloche o il joystick nel cockpit oppure bloccando direttamente i comandi di volo. Per i velivoli che non sono dotati di blocco comandi, sono disponibili in commercio particolari supporti che bloccano esternamente i comandi di volo. Generalmente la leva che comanda il blocco comandi è posizionata nella parte centrale del cockpit, vicino alle manette. In aerei turboelica il comando può essere collegato al bloccaggio delle eliche.

## Incidenti
Nel corso degli anni si sono verificati molti incidenti aerei a causa del mancato disinserimento prima del decollo del blocco comandi. Il primo tra questi è avvenuto il 30 ottobre 1935 quando un prototipo del Boeing B-17 Flying Fortress precipitò dopo il decollo. Ai comandi del velivolo c'era il pilota collaudatore Ployer Peter Hill. Poco dopo il generale della Luftwaffe Walther Wever morì nell'incidente di un Heinkel He 70 sempre per lo stesso motivo. Nel maggio del 2014 l'incidente di un Gulfstream IV in decollo da un aeroporto vicino a Boston è stato ricondotto dalla National Transportation Safety Board (NTSB) alla mancata rimozione del blocco comandi.
Per evitare questo genere di incidenti, quando il blocco comandi è inserito una fettuccina rossa con la scritta "RIMUOVERE PRIMA DEL VOLO" richiama l'attenzione del pilota. In alcuni velivoli il blocco comandi inserito limita il range delle manette a qualche grado.